# Michel Vaillancourt
Michel Vaillancourt, född den 26 juli 1954 i Saint-Félix-de-Valois i Kanada, är en kanadensisk ryttare.
Han tog OS-silver i individuell hoppning i samband med de olympiska ridsporttävlingarna 1976 i Montréal.